# Huragan Gordon (1994)
Huragan Gordon – dwunasty nazwany sztorm tropikalny, drugi huragan oraz drugi główny tego typu incydent w sezonie huraganowym na Atlantyku w 1994 roku. Maksymalny wiatr wyniósł 85 mph (140 km/h), cyklon osiągnął maksymalnie 1. kategorię skali Saffira-Simpsona.
Burza uformowała się u wybrzeży Nikaragui i skierowała się w kierunku Haiti i Kuby. Następnie huragan dotarł na Florydę i po kilku dniach zawrócił, ponownie uderzając w nią, po czym rozproszyła się.
Największe zniszczenia, huragan spowodował na Haiti. Intensywne opady deszczu, które trwały 24 godziny wywołały tam lawiny błotne, w wyniku czego zniszczonych zostało 3500 domów a kolejne 10 tysięcy zostało uszkodzonych. Na Haiti odnotowano 1122 ofiary śmiertelne. Organizacja Narodów Zjednoczonych wysłała na Haiti akcję humanitarną, a do usuwania skutków huraganu zaangażowano stacjonujących na Haiti, amerykańskich żołnierzy.

## Ofiary huraganu
| Kraj              | Ofiary śmiertelne |
| ----------------- | ----------------- |
| Haiti             | 1122              |
| Stany Zjednoczone | 8                 |
| Kostaryka         | 6                 |
| Dominikana        | 5                 |
| Jamajka           | 4                 |
| Kuba              | 2                 |
| Panama            | 2                 |
| Razem             | 1149              |